# Sabaria rondelaria
Sabaria rondelariaAchrosis_rondelaria_with_open_wings_on_a_table_in_Trincomalee,_Sri_Lanka.jpg is een vlinder uit de familie van de spanners (Geometridae). De wetenschappelijke naam van de soort is voor het eerst geldig gepubliceerd in 1775 door Fabricius.